# Jennifer Wilcox

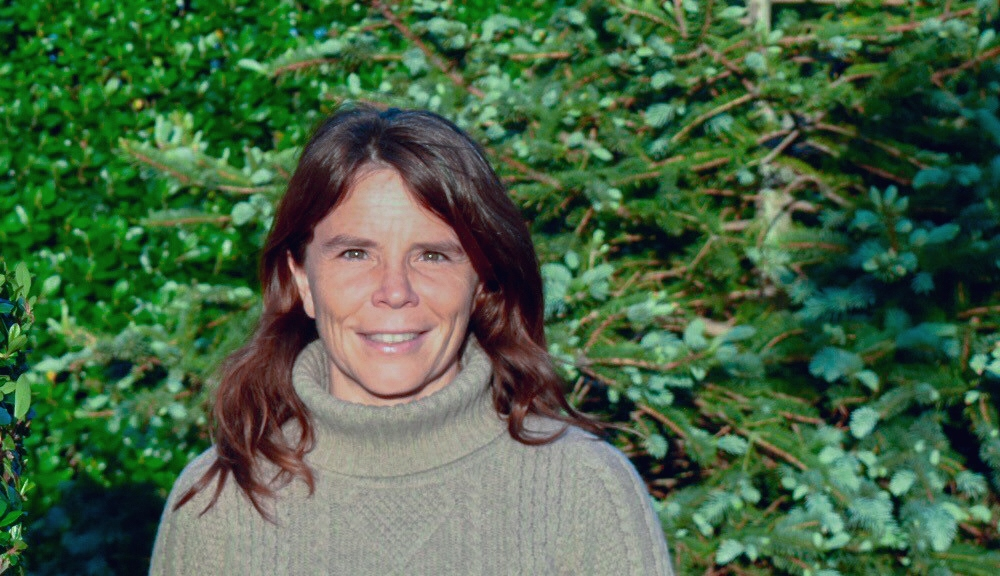
Jennifer Wilcox, 2018

Jennifer Wilcox (* 15. Juli 1974) ist eine US-amerikanische Chemieingenieurin.  Sie ist Professorin am Worcester Polytechnic Institute und bekleidet dort den James-H.-Manning-Lehrstuhl. Bekanntheit erlangte sie für ihre Arbeit über die Kohlenstoffdioxidabscheidung und -speicherung sowie negative Treibhausgasemissionen.

## Leben
Wilcox wuchs im ländlichen Maine auf.
Sie war für die National Academy of Sciences und die American Physical Society tätig, um Methoden zur CO2-Abscheidung und deren Auswirkungen auf das Klima zu bewerten.

## Wirken
Wilcox Arbeit befasst sich im Rahmen der Klimakrise mit dem Zusammenspiel von Energie und Umwelt; zur Verringerung der aus der Abhängigkeit der Menschheit von fossilen Brennstoffen entstehenden Klimafolgen erforscht sie hierbei Strategien für die Verringerung und den Umgang mit Treibhausgasemissionen. Sie untersucht dabei die sich aus dem Kohlenstoffmanagement ergebenden Möglichkeiten zur Einhaltung des im Pariser Übereinkommen festgelegten Zwei-Grad-Ziels. Dies beinhaltet Technologien der direkten CO2-Abscheidung aus der Atmosphäre und der CO2-Abscheidung aus Abgasströmen (etwa in der Industrie oder von Mikroemittenten wie Pkw), der Nutzung sowie der langfristigen CO2-Speicherung.
Wilcox ist Verfasserin eines im Jahr 2012 erschienenen Lehrbuchs über die Kohlenstoffabscheidung, das als erstes seiner Art gilt.

## Veröffentlichungen (Auswahl)
- Adam Brandt u. a.: Methane leaks from North American natural gas systems. Science, 343(6172), 2014, S. 733–735, doi:10.1126/science.1247045.
- Carbon Capture. Springer, New York 2012, ISBN 978-1-4614-2214-3.
- mit Peter C. Psarras, Simona Liguori: Assessment of reasonable opportunities for direct air capture. Environmental Research Letters, 12,  2017, doi:10.1088/1748-9326/aa6de5.